# Brigitte Kiesow
Birgit Kiesow (* 17. Januar 1957 in Lübeck) ist eine ehemalige deutsche Ruderin.

## Biografie
Brigitte Kiesow nahm an den Olympischen Sommerspielen 1976 in Montreal teil. Bei der olympischen Premiere des Frauenachters belegte sie mit dem westdeutschen Frauenachter den fünften Platz.
Sie gewann beim Deutschen Meisterschaftsrudern 1977 die Silbermedaille im Vierer mit Steuerfrau und 1980 Bronze im Zweier ohne Steuerfrau.